# Bubalus arnee
El búfalo de agua salvaje o búfalo silvestre (Bubalus arnee) es un gran bovino nativo del sudeste asiático. La especie se considera en peligro según la lista roja de la UICN desde 1986 al haber menos de 4000, con menos de 2500 individuos maduros.
Su población estimada es de 3.400 individuos, de los cuales 3100 (91%) viven en India, principalmente en Assam.
El búfalo de agua salvaje es el ancestro del doméstico, y el segundo mayor bóvido salvaje, sólo tras el gaur.

## Características

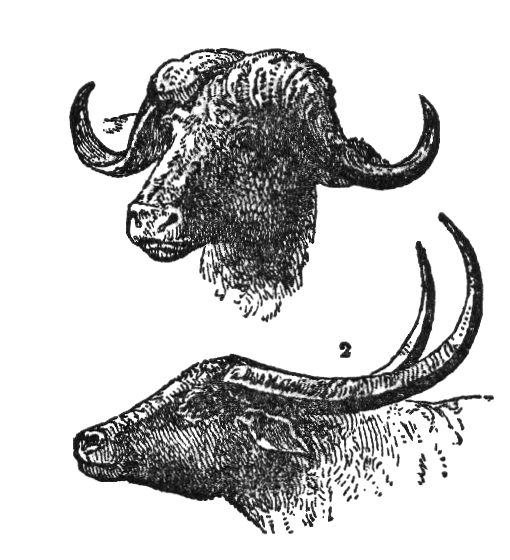
Diferencias entre la cornamenta del búfalo cafre (arriba) y el búfalo de agua (abajo).

El búfalo de agua salvaje es mayor y más pesado que el doméstico. Su peso puede llegar a 1200 kg con una longitud de 240 a 300 cm y 60 a 100 cm de cola y una altura al hombro de 150 a 190 cm. Ambos sexos tienen cuernos pesados en la base y que se extienden hasta los 2 m entre las puntas, excediendo el tamaño de cualquier otro bóvido vivo. La capa va del gris ceniza al negro. El pelo es moderadamente largo, con un mechón en la frente. Las orejas son relativamente pequeñas. La punta de la cola es peluda. Las pezuñas son grandes y abiertas.

## Distribución y hábitat

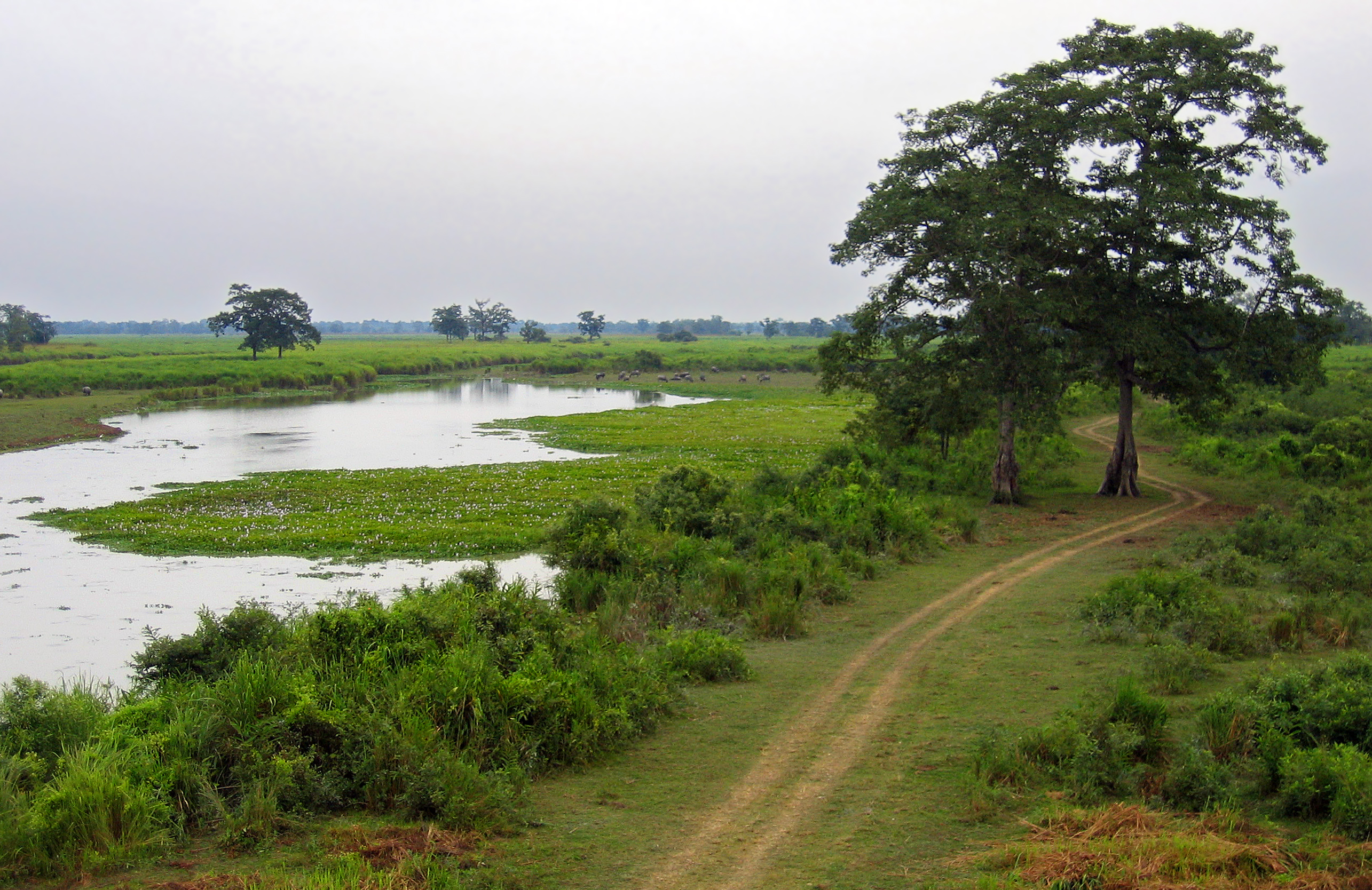
Panorama en el parque nacional de Kaziranga con una manada de búfalos de agua al fondo.

Los búfalos de agua salvajes se encuentran en India, Nepal, Bután, Tailandia y Camboya con poblaciones indeterminadas en Birmania y Sri Lanka. Se han exterminado de Pakistán, Bangladés, Laos y Vietnam. Se pueden encontrar en praderas húmedas, pantanos y riveras de vegetación exuberante.
En India, la gran mayoría se localizan en los parques nacionales de Kaziranga, Manas y Dibru-Saikhowa, Laokhowa y Burhachapori y algunas poblaciones aisladas en Assam; en  el Santuario Memorial D'Ering en Arunachal Pradesh; una pequeña población en la reserva de tigres de Buxa en el noroeste de Bengala Occidental; el parque nacional de Balphakram en Meghalaya y en Madhya Pradesh en el parque nacional de Indravati y el Santuario de Vida Silvestre de Udanti. Esta población podría extenderse a la cercana Orissa. En los primeros años 1990, habría unos 3.300–3.500 en Assam y los estados adyacentes del noreste de la India. En 1997, el número bajó a 1500 individuos maduros.

Algunas poblaciones supervivientes se cree que se han mezclado con los búfalos domésticos. Así, a finales de los años 1980 había menos de 100 búfalos de agua salvajes en Madhya Pradesh, pero en 1992, sólo 50 sobrevivían.
En Nepal sólo viven en la Reserva Koshi Tappu, y había 219 individuos en 2009. Esta pequeña población está actualmente muy amenazada.
En el parque nacional Real de Manas de Bután todavía hay un reducido número de búfalos de agua salvajes, formando parte de la subpoblación del búfalos de agua salvajes Manas National Park de la India.
En Myanmar, viven unos pocos en la Reserva Hukaung Valley.
En Tailandia, se han descrito manadas de menos de 40 individuos, como pasa en las partes bajas del Santuario de fauna de Huai Kha Khaeng; allí las poblaciones no han mermado, pero corren un serio riesgo de hibridación.
La población de Camboya está confinada a una pequeña zona oriental de la Provincia de Mondol Kirí y posiblemente la Provincia de Ratanak Kirí. Sólo sobreviven unas docenas de individuos.

## Ecología y comportamiento

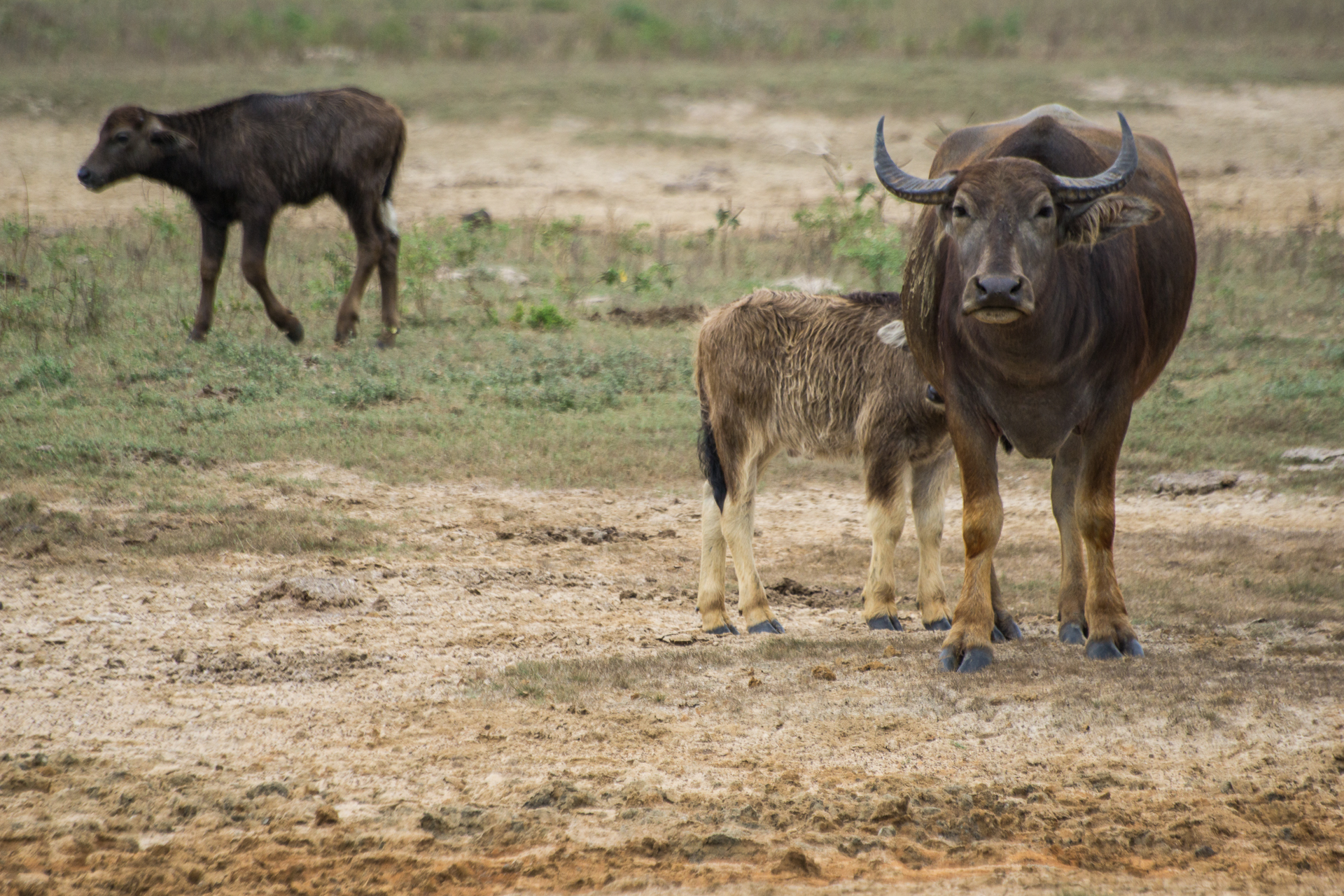
Hembra de búfalo silvestre con sus terneros en Sri Lanka.

Los búfalos de agua salvajes son tanto diurnos como nocturnos. Las hembras adultas y sus crías forman clanes estables de hasta 30 individuos con áreas de actividad de entre 170 y 1000 hectáreas, incluyendo zonas de descanso, pasto, esparcimiento y bebida. Los clanes están dirigidos por viejas búfalas, aunque haya machos que acompañen al grupo. Varios clanes forman una manada de entre 30 y 500 animales que se agrupan en las zonas de descanso. Los machos adultos forman grupos de solteros de hasta 10 individuos, con machos mayores a menudo solitarios, y pasan la estación seca aparte de los clanes femeninos. Tienen celos estacionales en la mayoría de su hábitat, por lo general en octubre y noviembre; sin embargo, algunas poblaciones se reproducen durante todo el año. Los machos dominantes copulan con las hembras de un clan que luego les expulsa. Su período de gestación dura de 10 a 11 meses, con un intervalo entre partos de un año. Normalmente paren una sola cría, aunque los gemelos son posibles. La madurez sexual llega a los 18 meses en los machos y a los tres años en las hembras. La longevidad máxima en estado silvestre es de 25 años. En la naturaleza en Assam, el tamaño del rebaño varió de 3 a 30 individuos.
Probablemente sean forrajeros de preferencia, alimentándose principalmente de gramíneas cuando están disponibles, como Cynodon dactylon y Cyperus, pero también comen hierbas, frutas y cortezas, así como ramonean en árboles y arbustos. También se alimentan de cultivos, incluyendo arroz, caña de azúcar y yute, a veces causando daños considerables.

## Amenazas
Una reducción de la población de al menos el 50% en las últimas tres generaciones nos dan una idea de la gravedad de las amenazas, especialmente la hibridación; se prevé que esta tendencia siga en el futuro. Las amenazas más importantes son:
- Mezcla con búfalos domésticos alrededor de áreas protegidas;
- caza, especialmente en Tailandia, Camboya y Myanmar;
- pérdida de pantanos para uso hidropónico;
- Degradación de marismas Debido a especies invasoras como  lianas y nenúfares;
- enfermedades y parásitos transmitidos por el ganado doméstico;
- Competición interespecífica por alimentos y agua entre búfalos silvestres y ganado doméstico.

Los tigres cazan búfalos de agua salvajes adultos, y se sabe que el oso negro asiático también puede cazarlos. Los búfalos de agua domésticos pueden ser capturados por el cocodrilo marino (Crocodylus porosus), pero éste muy raramente se encuentra con los salvajes.

## Conservación
Bubalus arnee está incluido en CITES-Apéndice III, y está protegido legalmente en Bután, India, Nepal y Tailandia.

## Taxonomía

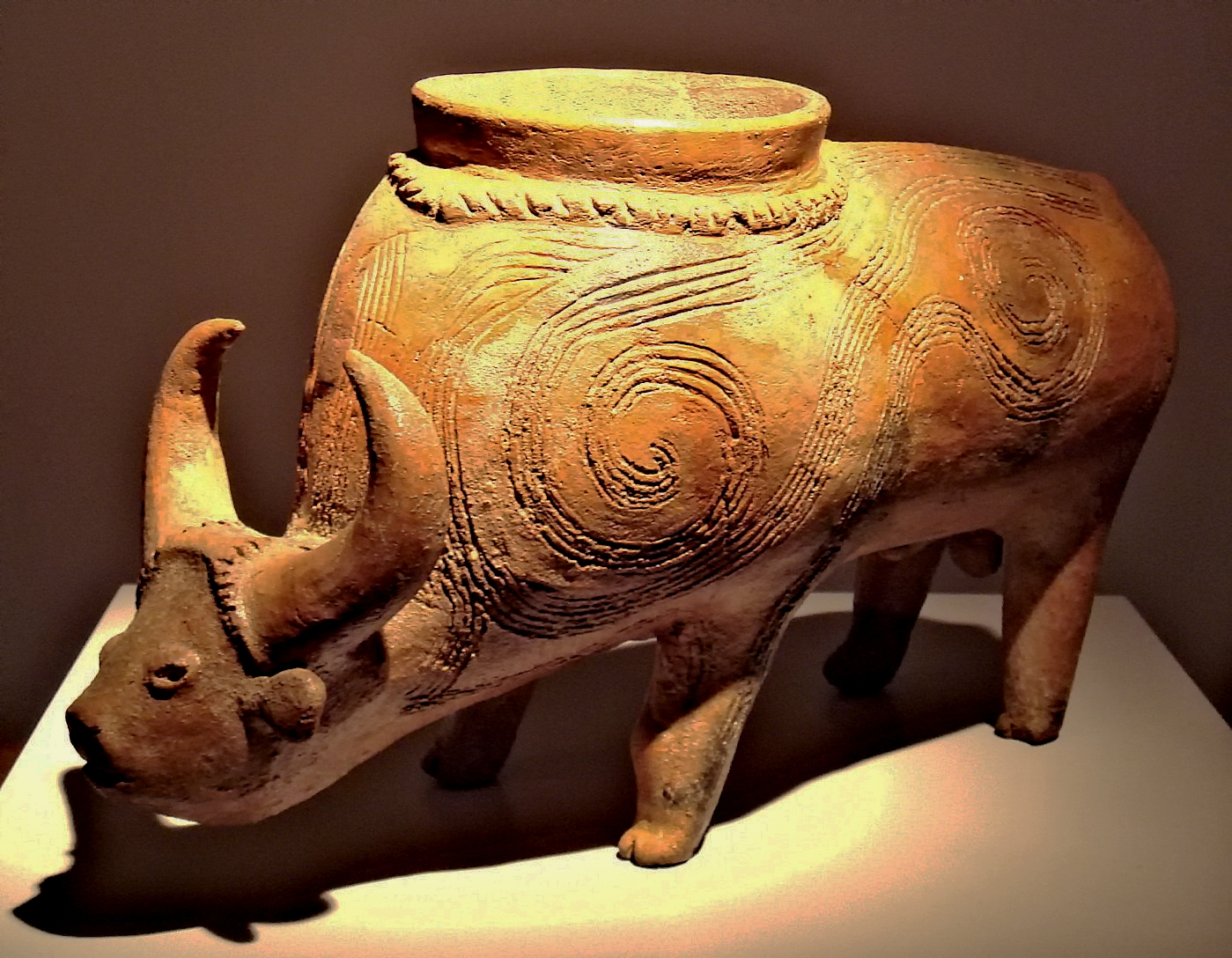
Escultura de un búfalo de agua, Lopburi, Tailandia, 2300 a. C..

Carl Linnaeus aplicó el nombre binomial Bos bubalis al búfalo de agua doméstico en su primera descripción de 1758. En 1792, Robert Kerr aplicó el nombre Bos arnee a la especie salvaje de la India al norte de Bengala. Los subsiguientes autores subordinaron la especie a los géneros Bos, Bubalus o Buffelus.
En 2003, la Comisión Internacional de Nomenclatura Zoológica estableció este nombre como válido al tratarse el anterior B. bubalis de un nombre para un animal doméstico. Así, la mayoría de autores han adoptado Bubalus arnee para la especie salvaje.
Las subespecies Bubalus bubalis bubalis y Bubalus bubalis carabanensis derivan ambas del búfalo de agua salvaje, y son el producto de miles de años de cría selectiva llevada a cabo en sudasia o el sudeste asiático.

## Utilidad actual
Los científicos han empezado a recomendar el uso de búfalos de agua asilvestrados para controlar el crecimiento vegetal incontrolados en zonas próximas a los humedales. La introducción de estos animales proporciona un servicio barato al pastar la vegetación invasiva y abre los cursos de agua para las anátidas, las aves de los humedales y otras especies silvestres.